# Леокадія Толедська

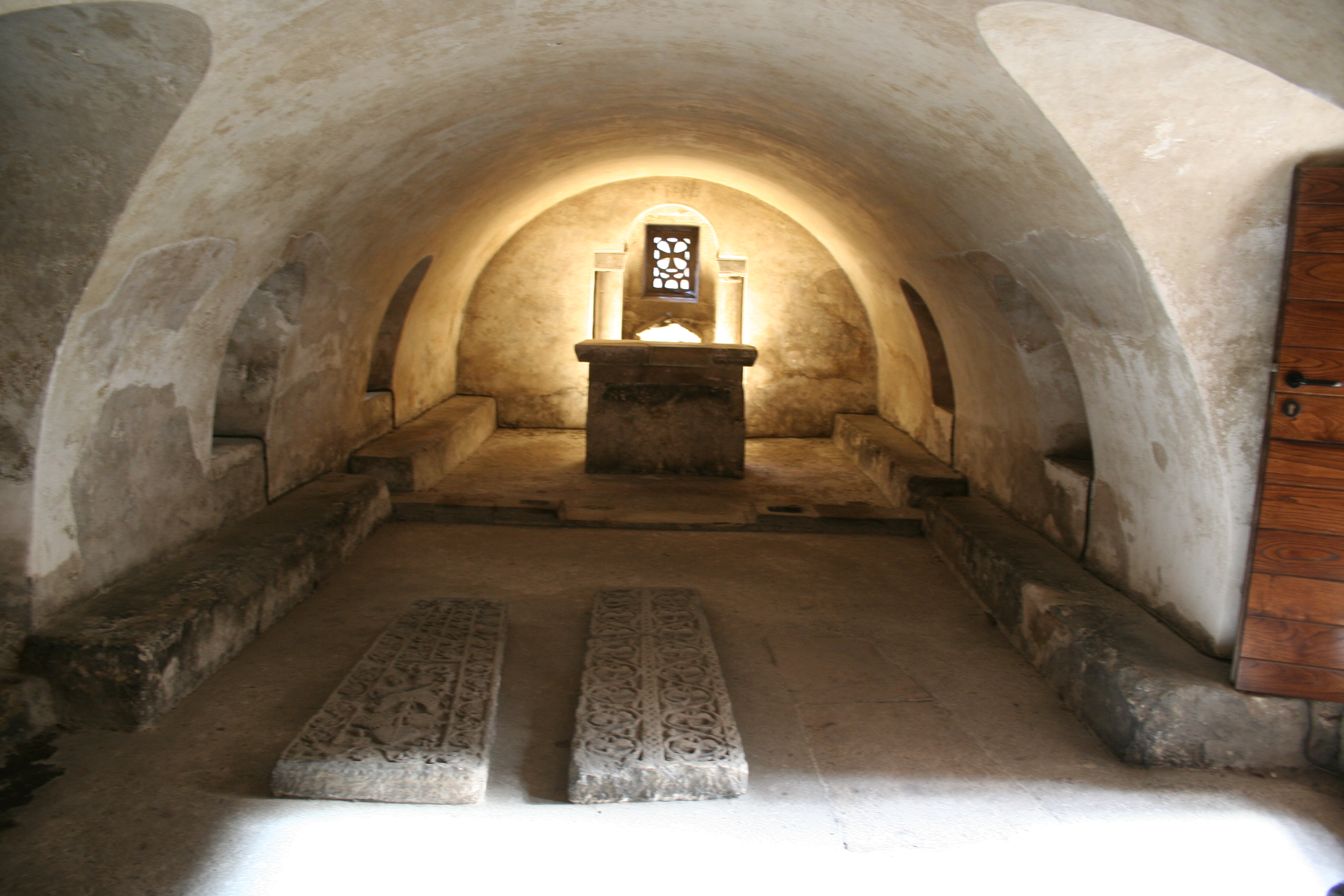
Крипта св. Леокадії в Ов'єдо.

Леокадія Толедська (пом. 9 грудень 304) — діва і мучениця, свята Католицької Церкви.

## Життєпис
Згідно з Римським мартирологом, Леокадія була християнкою з Толедо. Під час правління імператора Діоклетіана місцевий легат Датіан наказав ув'язнити всіх, хто сповідував віру в Христа. Серед них була Леокадія. Легат намагався змусити її зректися віри спочатку лестощами й обіцянками, потім погрозами. Через відмову її кинули до в'язниці, катували й били. Вона померла від виснаження в 304 році.

## Культ святої
Св. Леокадія є покровителькою всієї Іспанії, і особливо Толедо. Її літургійний спомин відзначається 9 грудня.
Атрибути – мученицька пальма та вежа.

### Реліквії та святині
На могилі св. Леокадії митрополит Толедо, Елладій,  наказав побудувати базиліку. У сьомому столітті культ святої досяг розквіту. У цьому храмі проходили собори (у 633, 636, 638 і 694 роках), що також вплинуло на культ Леокадії
Щороку, 9 грудня, до святині прибували жителі міста та околиць, у тому числі король і примас. У той час була відкрита гробниця, де урочисто промовляв архієпископ Толедо.
Особливою пам'яткою Леокадії, яку шанували віруючі, було її покривало. У VIII столітті нашестя арабів змусило церковну владу перенести мощі в Ов'єдо, де також був споруджений храм на честь мучениці. У 9 столітті мощі Леокадії потрапили в Сен-Гіслен на території сучасної Бельгії. Під час Реформації останки святої покинули Бельгію, яку накрила хвиля протестантизму, щоб повернутися до Толедо, де й досі знаходяться в місцевому соборі.

## Вшанування
У Португалії на честь св. Леокадії названо декілька населених пунктів.